# Neil Conn
Neil Raymond Conn, né le 17 août 1936 à Sydney, est un économiste australien de profession, et le lord-prieur du très vénérable ordre de Saint-Jean depuis 2014 jusqu'en 2016.
De 1997 à 2000, Conn a été administrateur du Territoire du Nord en Australie.

## Liens externes

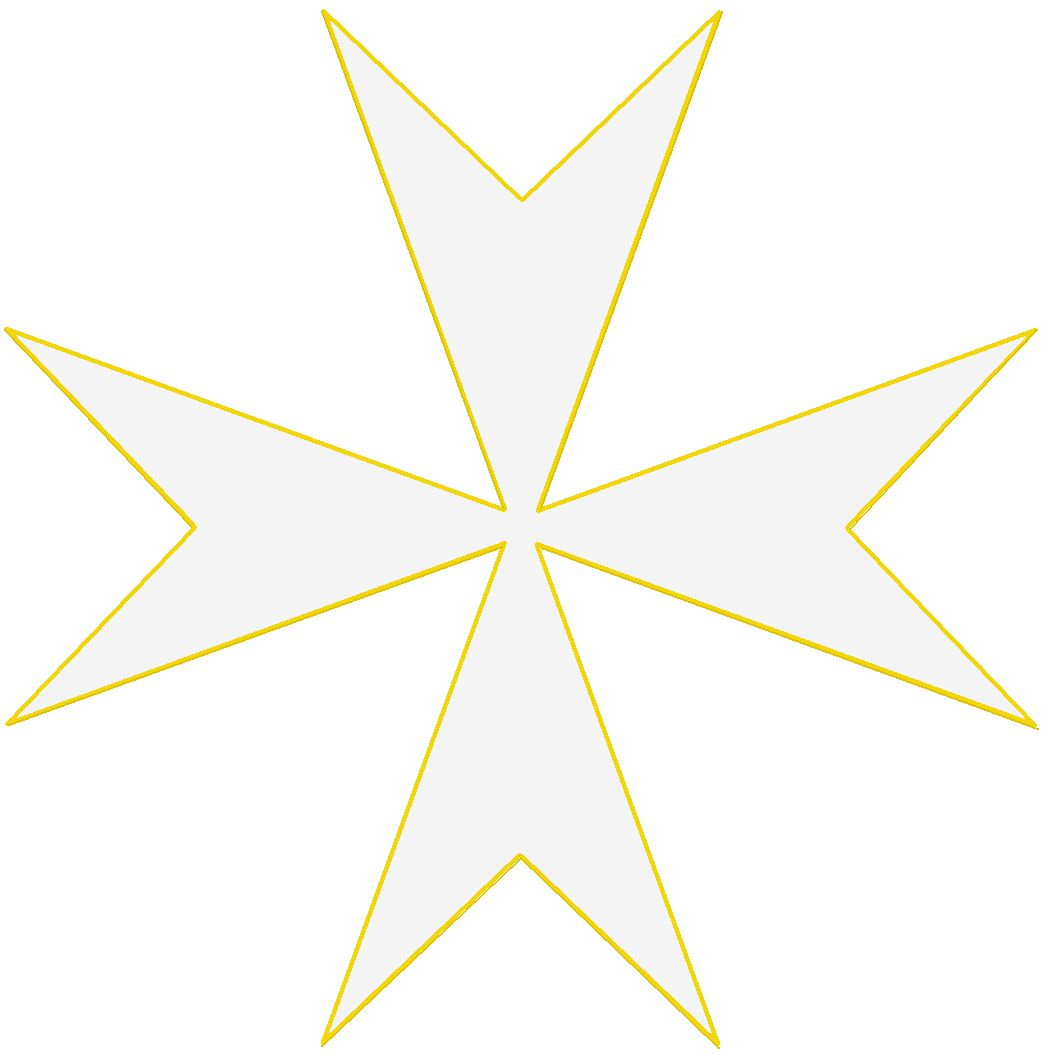
Étoile des GCStJ

## Distinctions honorifiques
- - AO (1996)
- - GCStJ (2012)